# Mohammed Ariful Islam
Mohammed Ariful Islam, född 10 januari 1999, är en bangladeshisk simmare.
Vid olympiska sommarspelen 2020 i Tokyo slutade Islam på 51:a plats på 50 meter frisim och blev utslagen i försöksheatet.